# P2RY2

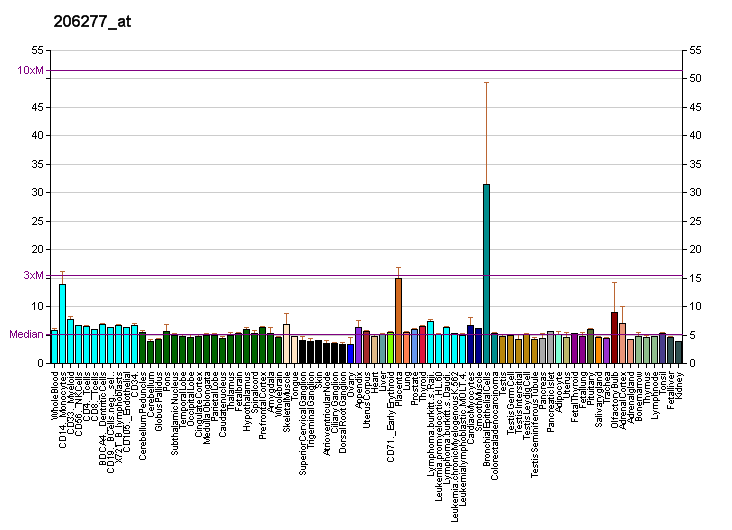
Patrón de expresión génica del gen P2RY2

El purinoceptor P2Y 2 es una proteína que en humanos está codificada por el gen P2RY2.
El producto de este gen, P2Y2, pertenece a la familia de los receptores acoplados a proteína G. Esta familia tiene varios subtipos de receptores con diferente selectividad farmacológica, que en algunos casos son capaces de interaccionar con varios nucleótidos de adenosina y uridina diferentes. Este receptor es sensible a los nucleótidos de adenosina y uridina. Puede participar en el control del ciclo celular de las células del carcinoma endometrial. Se han identificado tres variantes de transcripción que codifican la misma proteína para este gen.